# Metalopha extradeleta
Metalopha extradeleta är en fjärilsart som beskrevs av Ludwig Osthelder 1933. Metalopha extradeleta ingår i släktet Metalopha och familjen nattflyn. Inga underarter finns listade i Catalogue of Life.